# 17e armée (Japon)
Pour les articles homonymes, voir 17e armée.
La 17e armée (第17軍, Dai-jū-nana gun) est une unité de l'armée impériale japonaise basée à Rabaul en Papouasie-Nouvelle-Guinée durant la Seconde Guerre mondiale.

## Histoire
La 17e armée est créée le 18 mai 1942 sous le contrôle de la 8e armée régionale du groupe d'armées expéditionnaire japonais du Sud avec la mission spécifique de s'opposer aux débarquements des Alliés aux îles Salomon. Elle est initialement basée à Rabaul et participe à la campagne de Nouvelle-Guinée, à la bataille de Guadalcanal et à la campagne des îles Salomon sur le théâtre sud-ouest de la guerre du Pacifique
Après que le général Hitoshi Imamura ait été nommé à la tête de la 8e armée régionale, la 17e armée devient seulement responsable des Salomon, en particulier de l'île de Bougainville. Elle est justement piégée sur cette île et coupée de ses lignes d'approvisionnement et de soutien durant la campagne de Bougainville et est forcée de se cacher dans des grottes dans la jungle durant tout le reste de la guerre en se nourrissant grâce à des fermes improvisées.

## Commandement

### Commandants
|   | Nom                                    | De             | À              |
| - | -------------------------------------- | -------------- | -------------- |
| 1 | Lieutenant-général Harukichi Hyakutake | 18 mai 1942    | 1er avril 1945 |
| 2 | Lieutenant-général Masatane Kanda      | 1er avril 1945 | 15 août 1945   |

### Chef d'état-major
|   | Nom                                     | De                | À                  |
| - | --------------------------------------- | ----------------- | ------------------ |
| 1 | Major-général Akisaburo Futami          | 5 mai 1942        | 1er octobre 1942   |
| 2 | Lieutenant-général Chuichi Miyazaki     | 1er octobre 1942  | 11 mai 1943        |
| 3 | Lieutenant-général Tsutomu Akinaga (en) | 11 mai 1943       | 11 septembre 1943  |
| 4 | Major-général Chikara Akinaga           | 11 septembre 1943 | 1er avril 1945     |
| 5 | Major-général Isaoshi Makata            | 1er avril 1945    | 1er septembre 1945 |